# Strix (pocisk)
Przeciwpancerny pocisk Strix – szwedzki moździerzowy przeciwpancerny pocisk samonaprowadzający.
Pocisk został opracowany przez szwedzką firmę Saab Bofors Dynamic. Jest wystrzeliwany z konwencjonalnego moździerza 120 mm i naprowadza się na cel dzięki czujnikowi podczerwieni, który lokalizuje w strefie ataku czołg lub inny pojazd opancerzony. Jest zaliczany do pocisków przeciwpancernych trzeciej generacji.
Strix znajduje się na wyposażeniu szwedzkiej i szwajcarskiej armii od 1994.
Sterowanie pociskiem w czasie lotu jest gazodynamiczne, polegające na regulacji przepływu gazów przez dysze umieszczone na obwodzie. Wykorzystany w systemie sterowania silnik rakietowy utrzymuje prędkość pocisku na stałym poziomie i pozwala uzyskać zasięg maksymalny 8 km. Zasięg minimalny to 1 km.